# Daniel Rydmark
Daniel Rydmark (né le 23 février 1970 à Västerås en Suède) est un joueur professionnel suédois de hockey sur glace devenu entraîneur et qui évoluait au poste de centre.

## Biographie
Né le 23 février 1970 à Västerås en Suède, Daniel Rydmark commence sa carrière dans sa ville natale au VIK Västerås HK où il fait ses débuts professionnels lors de la saison 1985-1986 en division 1, second échelon suédois. Il rejoint ensuite le Färjestad BK, champion en titre suédois, avec qui il remporte le titre national en 1987-1988. Pendant son séjour dans ce club, il est sélectionné par les Kings de Los Angeles lors du sixième tour, à la 123e position du Repêchage d'entrée dans la LNH 1989. En 1990, il devient membre du Malmö IF. À l'exception de la saison 1995-1996, au cours de laquelle il joue onze matches pour les Roadrunners de Phoenix de la Ligue internationale de hockey, il joue les huit saisons suivantes exclusivement pour Malmö et devient à nouveau champion en 1992 et 1994. Au cours de l'été 1998, Rydmark signe un contrat avec son ancien club, le VIK Västerås HK, qui a rejoint entre-temps l'élite suédoise. En 2000, il retourne à Malmö pour quatre ans avant de terminer sa carrière après la saison 2004-2005, avec le HC Vita Hästen et le Borås HC.
Internationalement, Rydmark joue pour la Suède au Championnat d'Europe junior en 1988, au Championnat du monde junior en 1989 et 1990 et au Championnat du monde senior 1992 que la Suède remporte. Il participe également aux Jeux olympiques d'hiver à deux reprises : en 1992 à Albertville où la Suède termine cinquième, et enfin en 1994 à Lillehammer où il est sacré champion olympique.
À l'issue de sa carrière de joueur, il devient entraîneur de hockey sur glace dans son pays à partir de 2007.

## Statistiques

### En club
| Saison           | Équipe                 | Ligue            |     | Saison régulière | Saison régulière | Saison régulière | Saison régulière | Saison régulière |    | Séries éliminatoires | Séries éliminatoires | Séries éliminatoires | Séries éliminatoires | Séries éliminatoires |
| Saison           | Équipe                 | Ligue            | PJ  | B                | A                | Pts              | Pun              | PJ               | B  | A                    | Pts                  | Pun                  |                      |                      |
| 1985-1986        | VIK Västerås HK        | Division 1       | 1   | 1                | 0                | 1                | 0                |                  |    |                      |                      |                      |                      |                      |
| 1986-1987        | Färjestad BK           | Elitserien       | 4   | 0                | 1                | 1                | 0                |                  |    |                      |                      |                      |                      |                      |
| 1987-1988        | Färjestad BK           | Elitserien       | 28  | 2                | 1                | 3                | 10               | 5                | 0  | 0                    | 0                    | 2                    |                      |                      |
| 1988-1989        | Färjestad BK           | Elitserien       | 35  | 9                | 9                | 18               | 24               |                  |    |                      |                      |                      |                      |                      |
| 1989-1990        | Färjestad BK           | Elitserien       | 35  | 9                | 12               | 21               | 20               | 5                | 0  | 0                    | 0                    | 4                    |                      |                      |
| 1990-1991        | Malmö IF               | Elitserien       | 39  | 14               | 13               | 27               | 34               | 1                | 0  | 0                    | 0                    | 0                    |                      |                      |
| 1991-1992        | Malmö IF               | Elitserien       | 30  | 17               | 15               | 32               | 56               | 7                | 0  | 3                    | 3                    | 6                    |                      |                      |
| 1992-1993        | Malmö IF               | Elitserien       | 39  | 17               | 13               | 30               | 70               | 6                | 5  | 4                    | 9                    | 8                    |                      |                      |
| 1993-1994        | Malmö IF               | Elitserien       | 38  | 14               | 18               | 32               | 48               | 11               | 3  | 7                    | 10                   | 18                   |                      |                      |
| 1994-1995        | Malmö IF               | Elitserien       | 23  | 8                | 7                | 15               | 24               | 9                | 1  | 2                    | 3                    | 31                   |                      |                      |
| 1995-1996        | Roadrunners de Phoenix | LIH              | 11  | 2                | 0                | 2                | 12               |                  |    |                      |                      |                      |                      |                      |
| 1995-1996        | Malmö IF               | Elitserien       | 21  | 4                | 3                | 7                | 38               | 5                | 0  | 1                    | 1                    | 32                   |                      |                      |
| 1996-1997        | Malmö Redhawks         | Elitserien       | 49  | 13               | 23               | 36               | 80               | 4                | 1  | 4                    | 5                    | 4                    |                      |                      |
| 1997-1998        | Malmö Redhawks         | Elitserien       | 44  | 7                | 12               | 19               | 46               |                  |    |                      |                      |                      |                      |                      |
| 1998-1999        | VIK Västerås HK        | Elitserien       | 49  | 18               | 13               | 31               | 55               | 10               | 4  | 3                    | 7                    | 22                   |                      |                      |
| 1999-2000        | VIK Västerås HK        | Elitserien       | 46  | 17               | 17               | 34               | 36               | 10               | 4  | 5                    | 9                    | 14                   |                      |                      |
| 2000-2001        | MIF Redhawks           | Elitserien       | 43  | 6                | 9                | 15               | 48               | 9                | 1  | 4                    | 5                    | 33                   |                      |                      |
| 2001-2002        | MIF Redhawks           | Elitserien       | 48  | 11               | 15               | 26               | 52               | 5                | 0  | 4                    | 4                    | 4                    |                      |                      |
| 2002-2003        | MIF Redhawks           | Elitserien       | 50  | 21               | 20               | 41               | 66               |                  |    |                      |                      |                      |                      |                      |
| 2003-2004        | Malmö Redhawks A       | Elitserien       | 47  | 3                | 3                | 6                | 102              | 10               | 1  | 4                    | 5                    | 6                    |                      |                      |
| 2004-2005        | HC Vita Hästen         | Division 1       | 27  | 10               | 19               | 29               | 73               |                  |    |                      |                      |                      |                      |                      |
| 2004-2005        | Borås HC               | Division 1       | 5   | 1                | 4                | 5                | 2                | 7                | 0  | 1                    | 1                    | 4                    |                      |                      |
| Totaux Litserien | Totaux Litserien       | Totaux Litserien | 668 | 190              | 204              | 394              | 809              | 97               | 20 | 41                   | 61                   | 184                  |                      |                      |

### En équipe nationale
| Année | Équipe    | Compétition             |   | PJ | B | A  | Pts | Pun               |  | Résultat |
| 1988  | Suède U18 | Championnat d'Europe    | 6 | 10 | 5 | 15 | 4   | 4e place          |  |          |
| 1989  | Suède U20 | Championnat du monde    | 7 | 3  | 3 | 6  | 10  | Médaille d'argent |  |          |
| 1990  | Suède U20 | Championnat du monde    | 7 | 3  | 7 | 10 | 10  | 5e place          |  |          |
| 1992  | Suède     | Championnat du monde    | 8 | 0  | 1 | 1  | 4   | Médaille d'or     |  |          |
| 1992  | Suède     | Jeux olympiques d'hiver | 6 | 1  | 1 | 2  | 2   | 5e place          |  |          |
| 1994  | Suède     | Jeux olympiques d'hiver | 8 | 0  | 0 | 0  | 8   | Médaille d'or     |  |          |